# Offentlig anställning
Offentlig anställning definieras i Sverige som någon som är arbetstagare enligt lagen (1994:260) om offentlig anställning.
De som omfattas är arbetstagare hos
1. riksdagen och dess myndigheter,
2. myndigheterna under regeringen
3. kommuner, landsting och kommunalförbund.